# 摩尼教吐鲁番文书
柏孜克里克千佛洞出土的摩尼吐鲁番文献中，有许多德国吐鲁番考察团发现的摩尼艺术文献和作品。

## 历史
吐鲁番探险队，特别是第二次探险队，在塔克拉玛干沙漠周围的古北道上的一些遗址中，取得了许多重要的发现。他们发现了重要的文件和艺术品（包括一幅宏伟的摩尼教主教[mozhak]的壁画，以前被误认为是嘛呢以及古霍邱（高昌）附近的景教（基督教）教堂遗迹，这是一座被毁坏的古城，由泥土建成，位于吐鲁番东部30公里（19英里）。 

## 手稿
手稿包括粟特语摩尼教字母。  

## 艺术
视觉艺术包括：
- 来自摩尼教书籍 MIK III 4959 的残页
- 来自摩尼教书籍 MIK III 4974 的残页
- 来自摩尼教书籍 MIK III 4979 的残页
- 来自摩尼教书籍 MIK III 6368 的残页
- 摩尼教寺庙横幅 MIK III 6286
- 摩尼教壁画 MIK III 6918

## 画廊

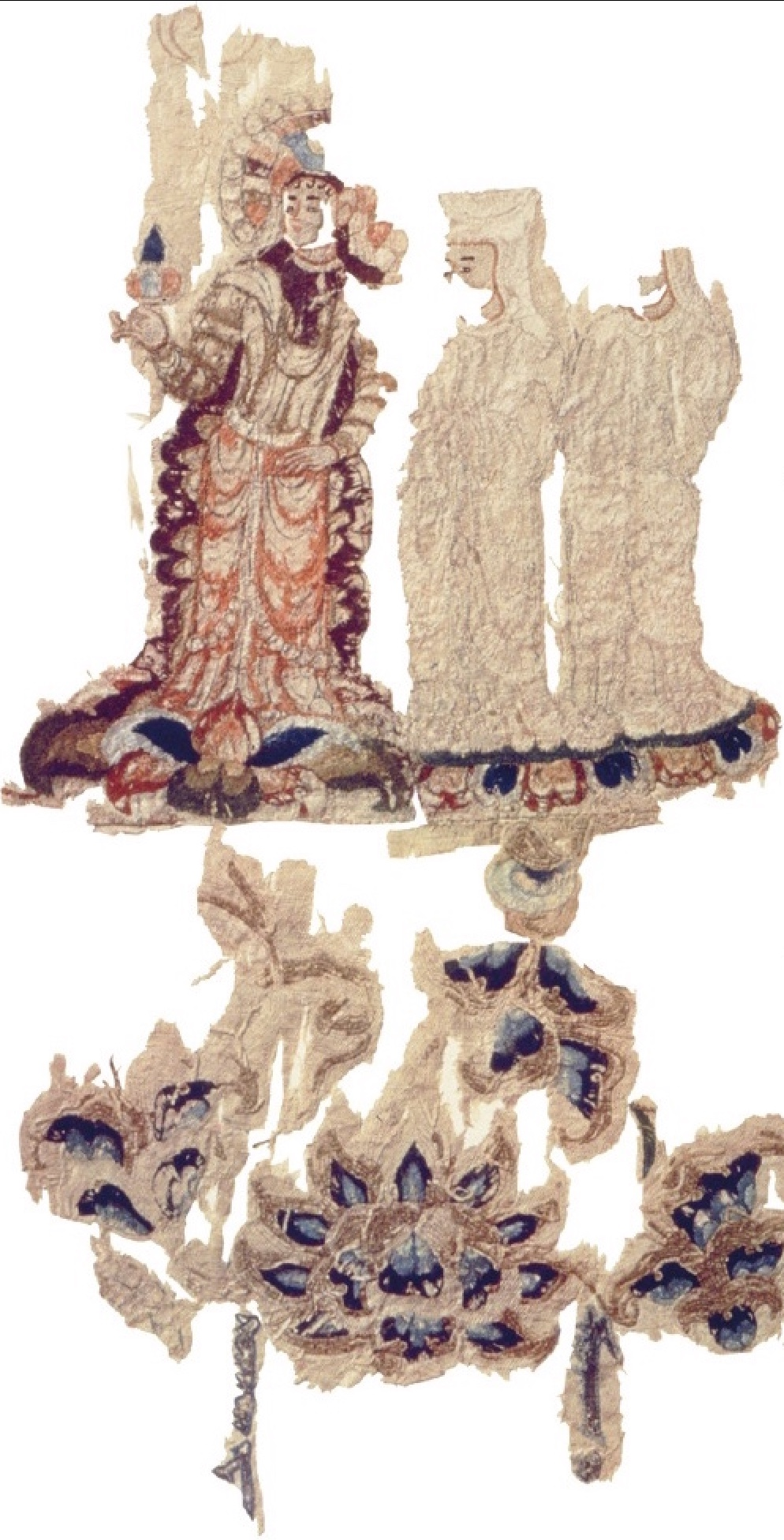
维吾尔摩尼教挂轴“MIK III 6251”残片
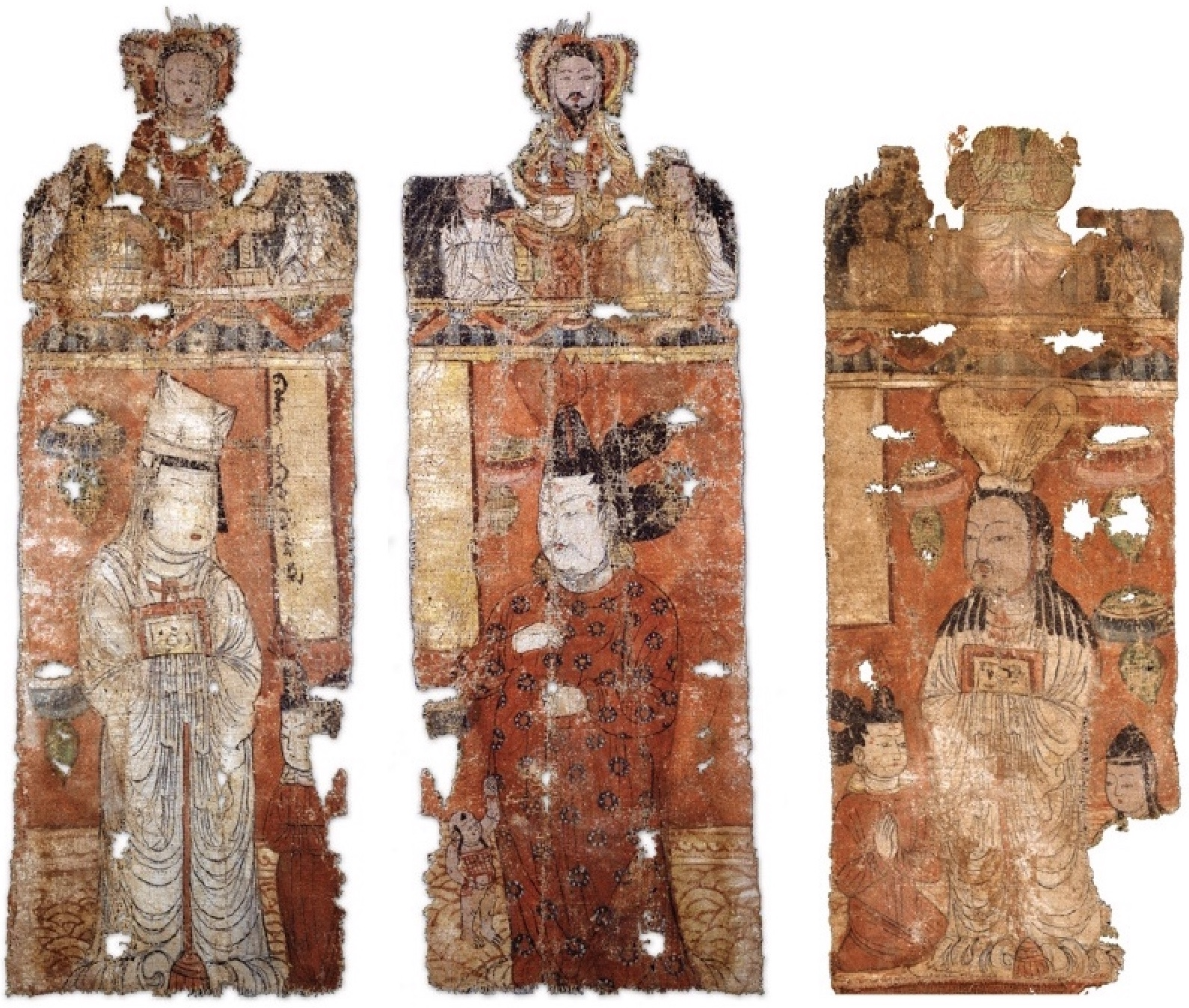
摩尼教寺庙横幅“MIK III 6286”和“MIK III 6283”
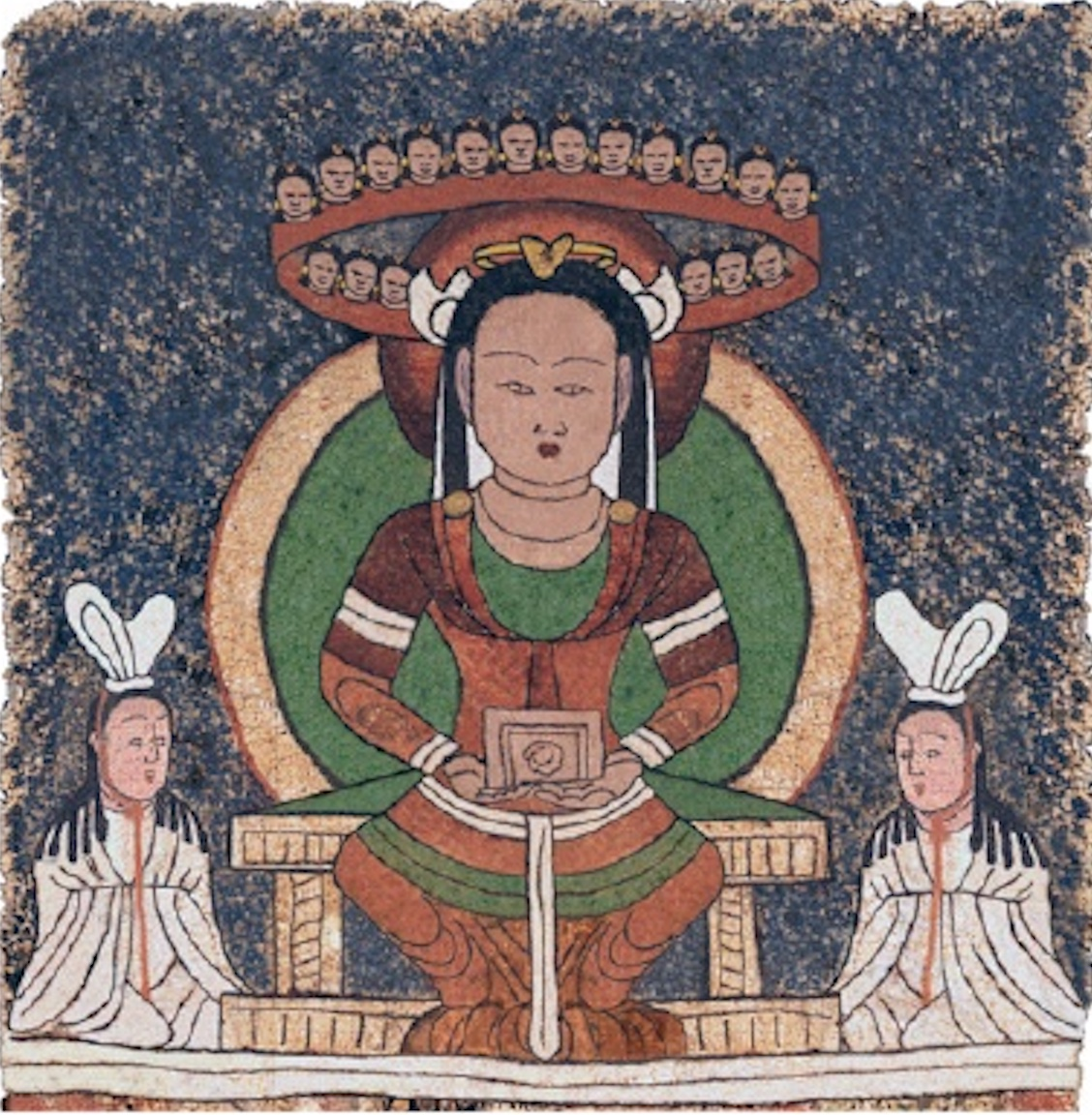
重建摩尼教旗帜 "MIK III 6286 "上的光之少女图像
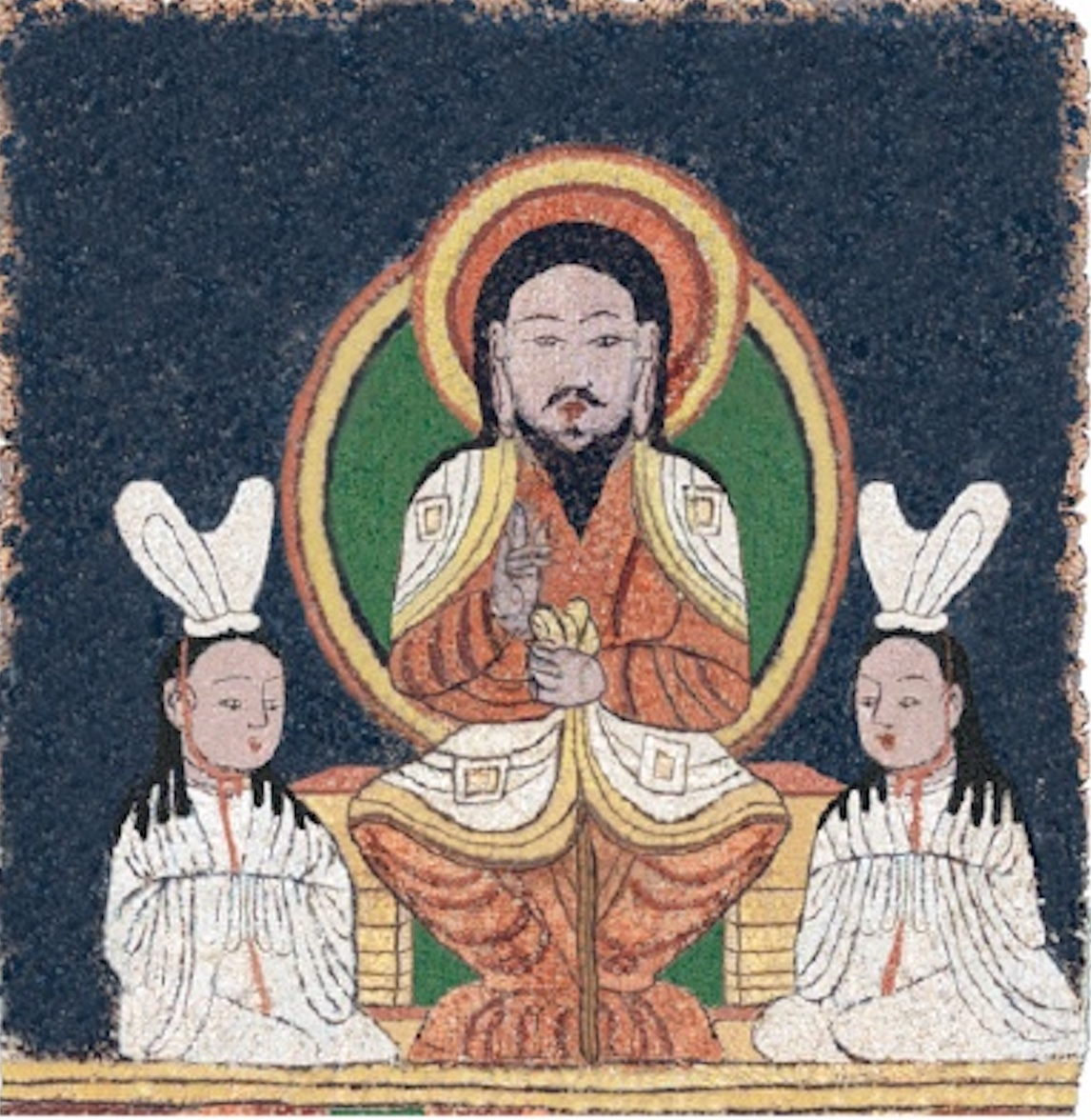
重建摩尼教旗帜上的耶稣形象 "MIK III 6286"
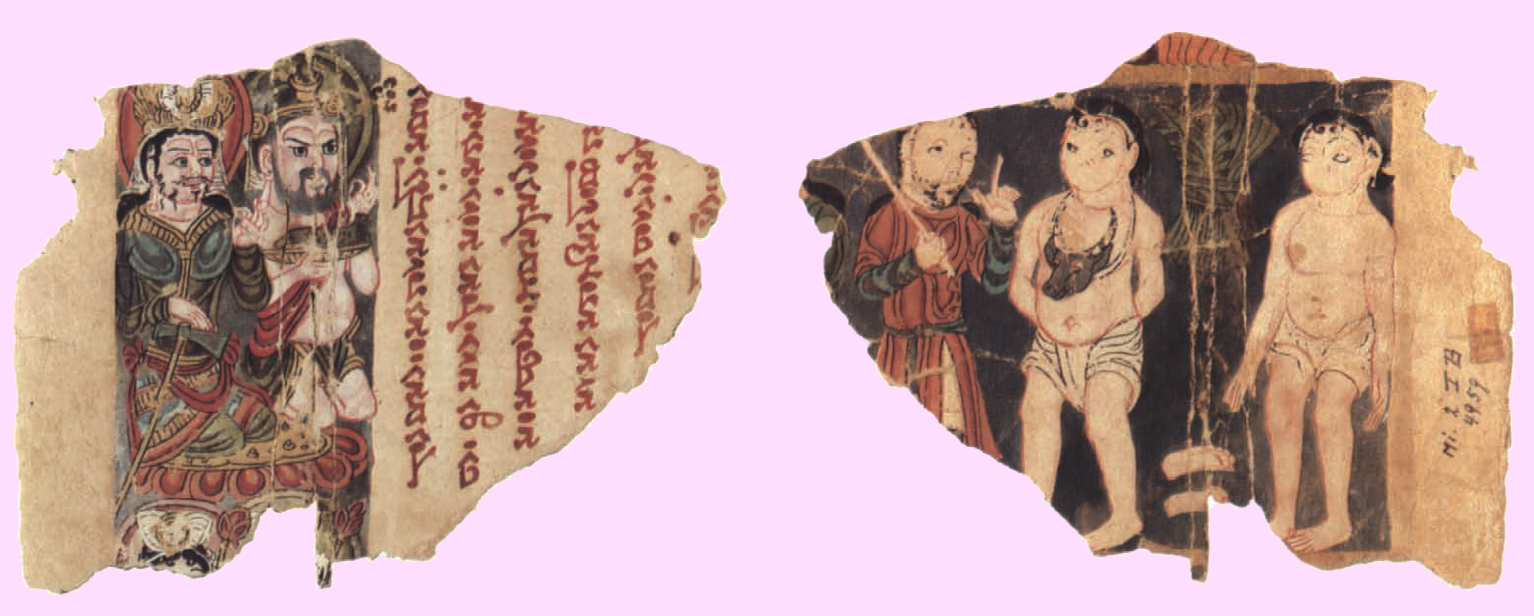
摩尼教书籍的叶子 "MIK III 4959"
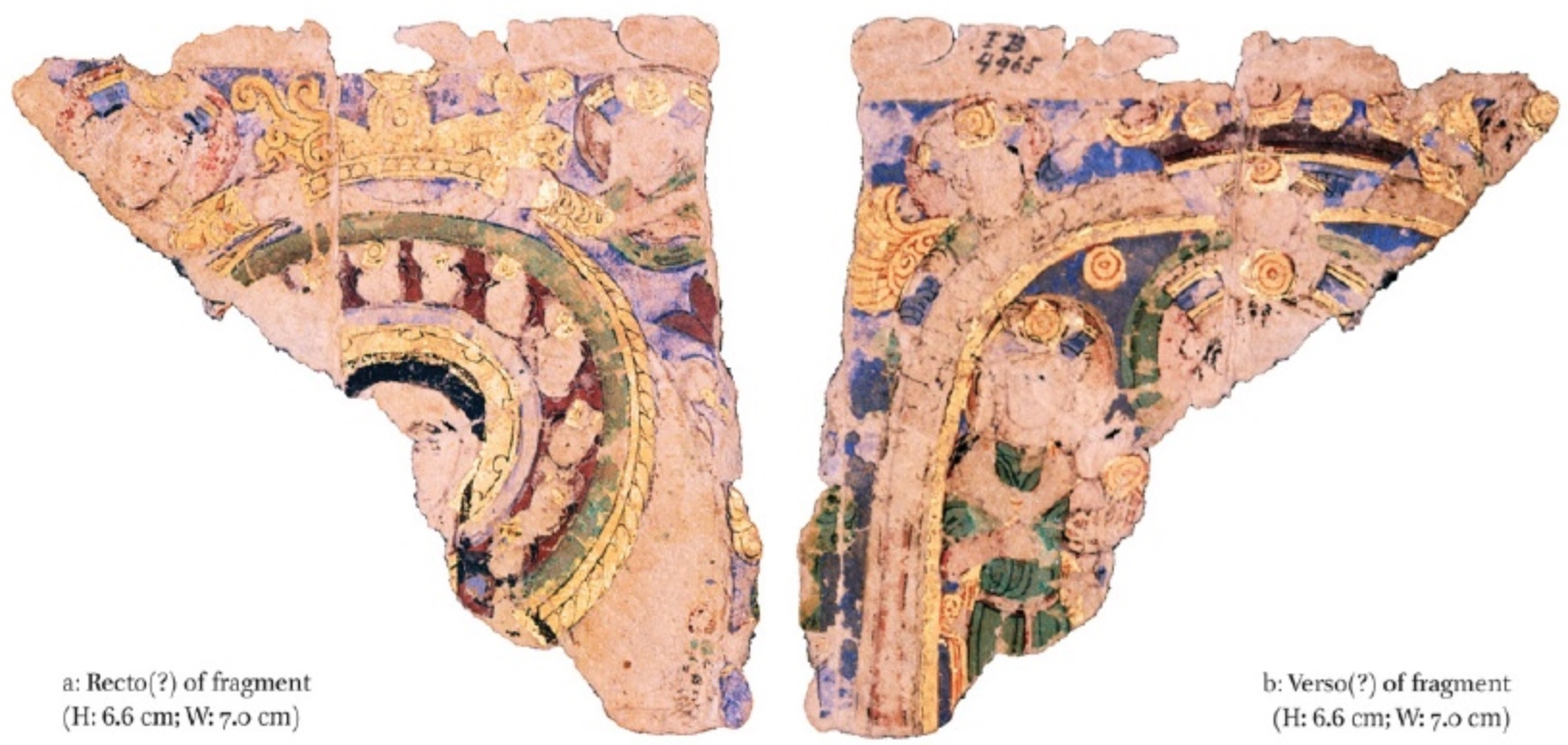
来自摩尼教书籍“MIK III 4965”的叶子
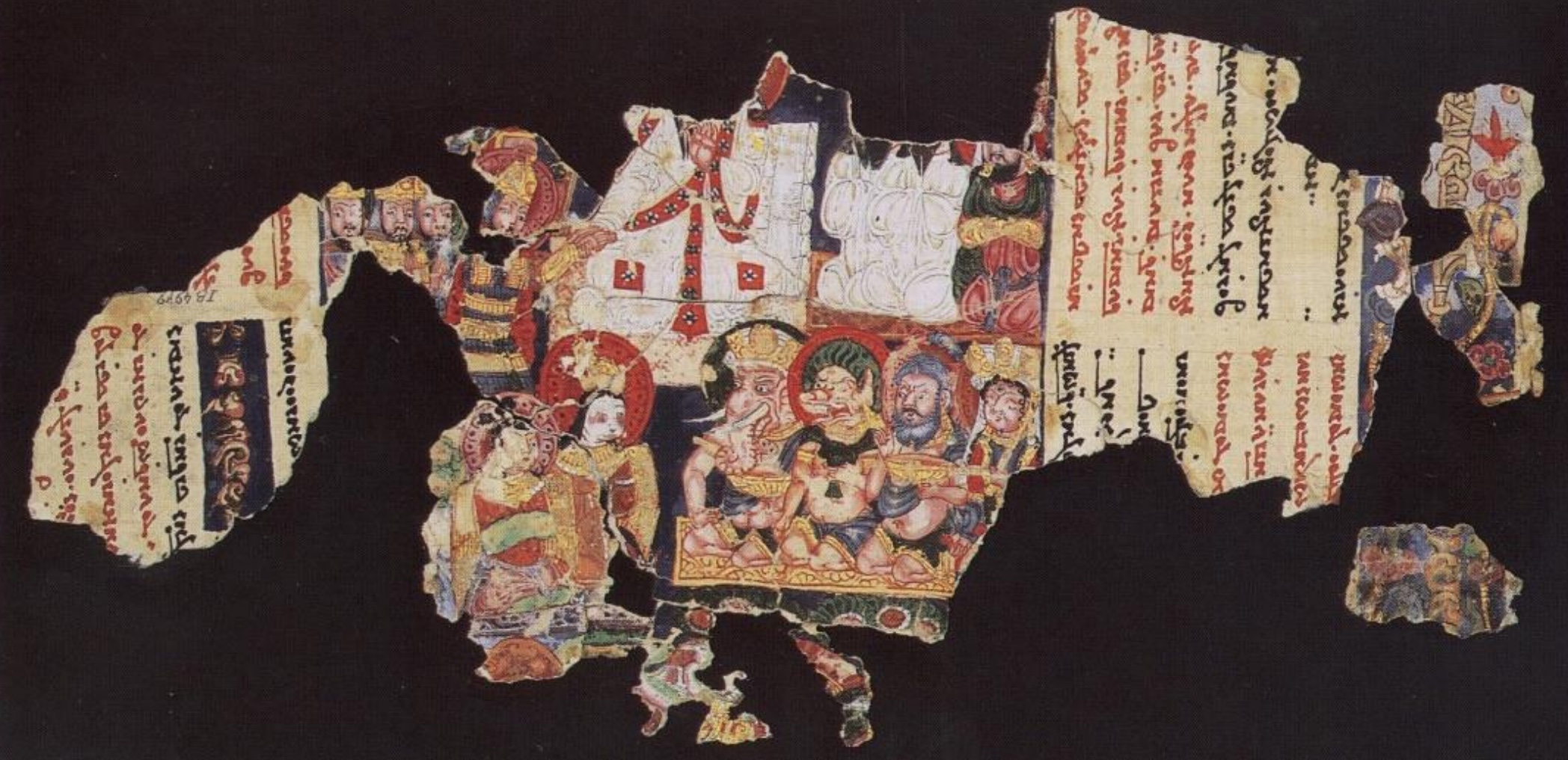
来自摩尼教书籍“MIK III 4979”正面的叶子
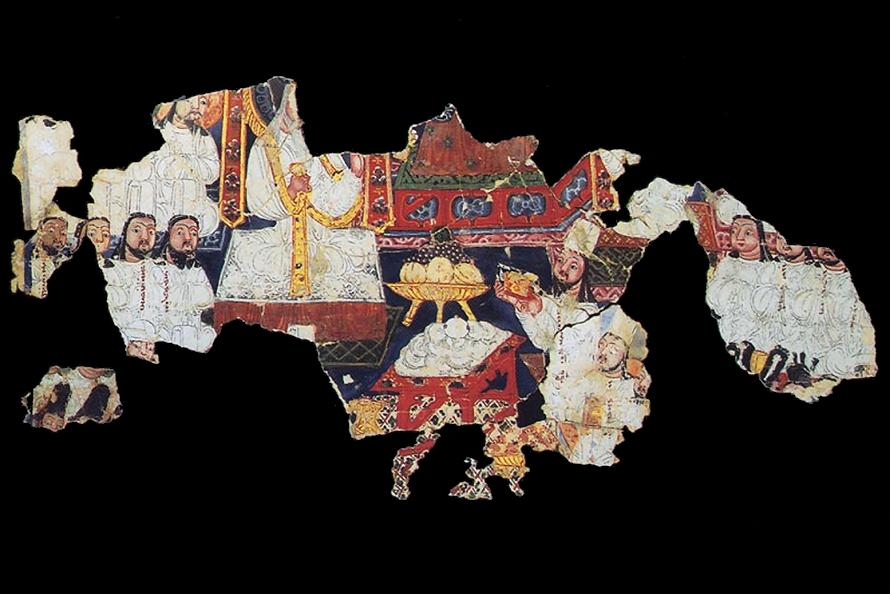
来自摩尼教书籍“MIK III 4979”反面的叶子
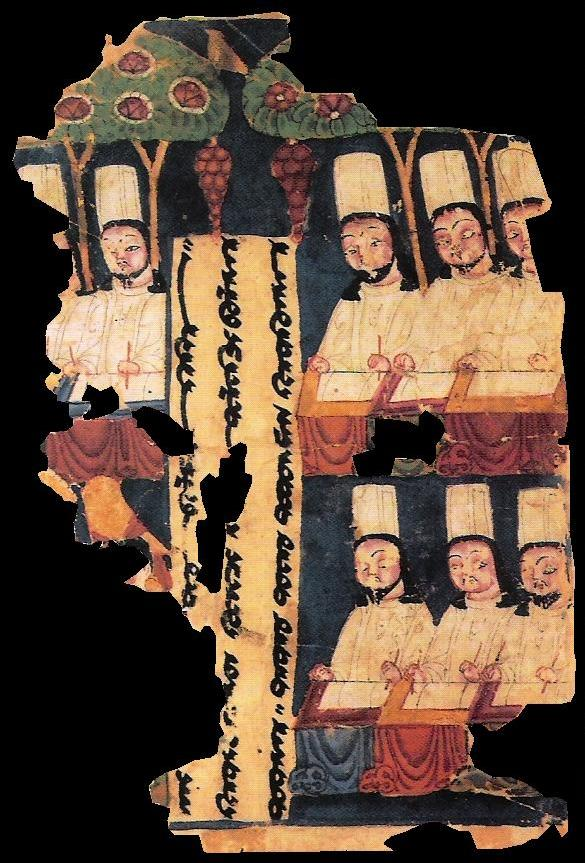
来自摩尼教书籍“MIK III 6368”正面的叶子
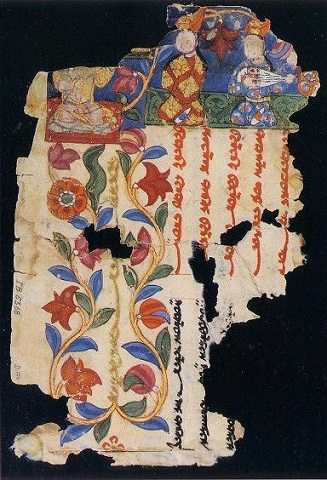
来自摩尼教书籍“MIK III 6368”反面的叶子
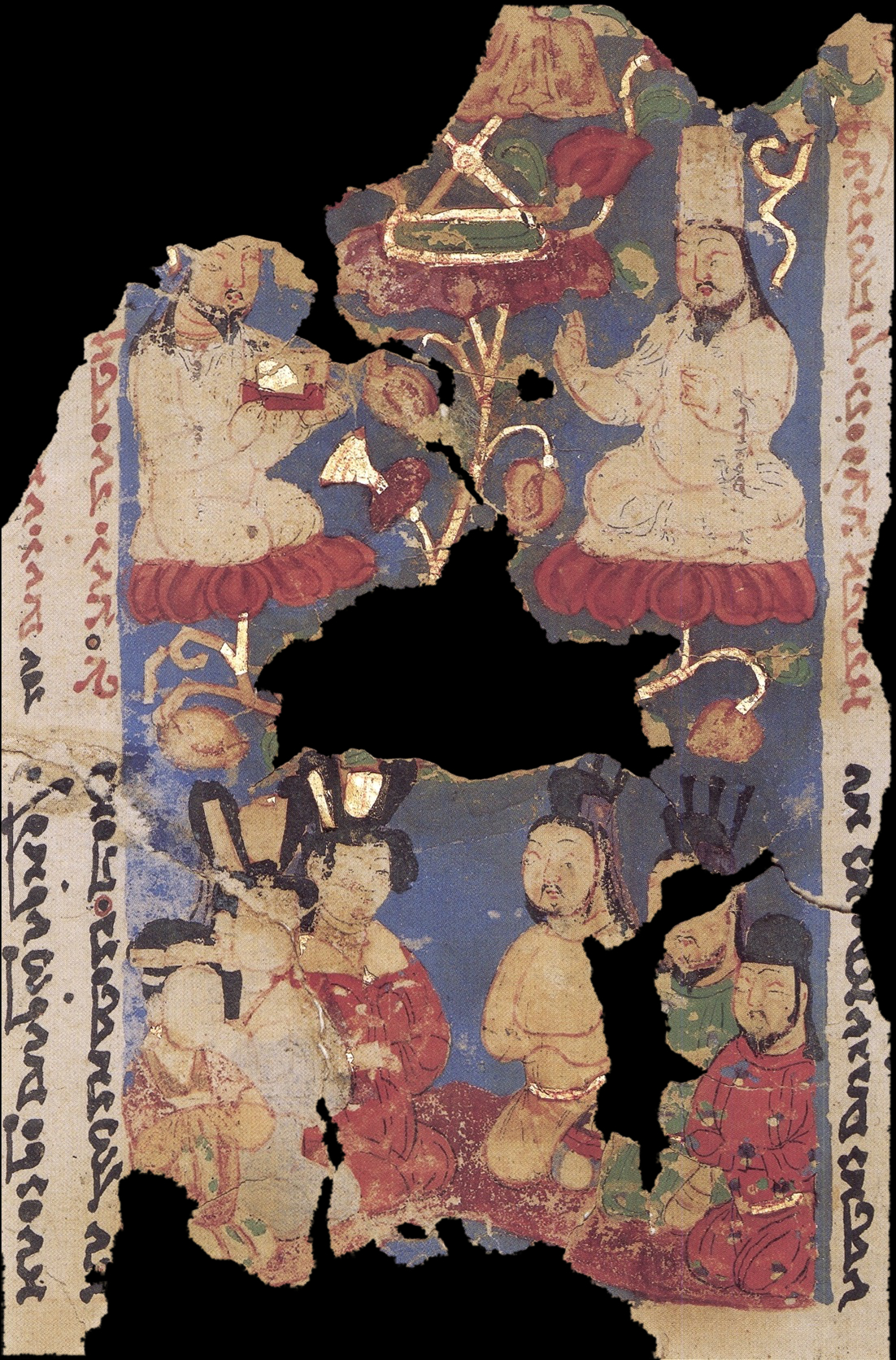
来自摩尼教书籍“MIK III 8259”对开 1 正面的叶子
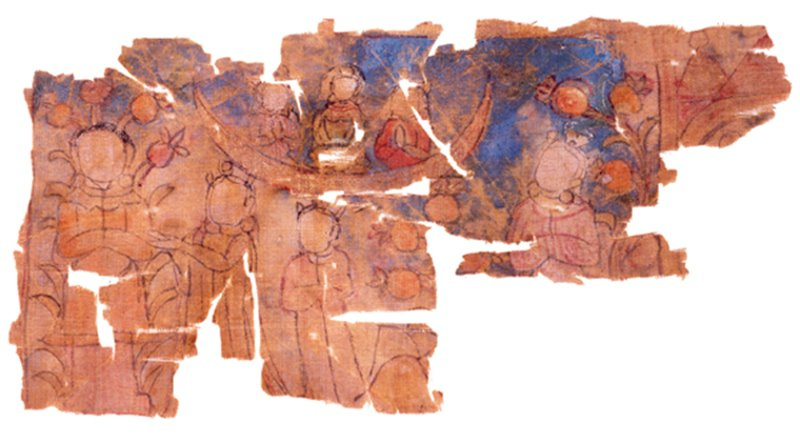
摩尼教纺织品展示“MIK III 6278”的片段
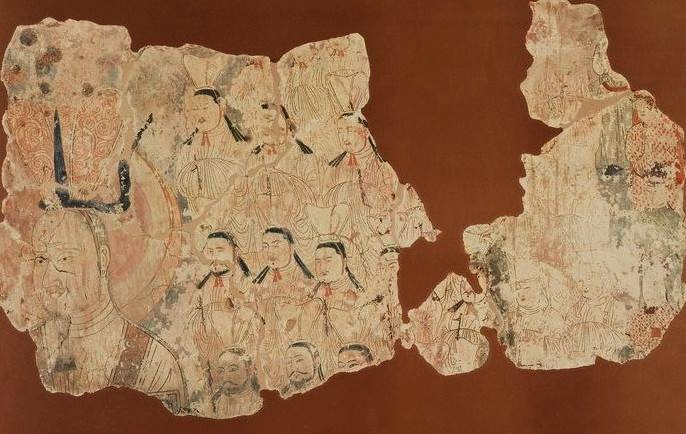
吐鲁番摩尼教壁画“MIK III 6918”的片段